# Dimartino
Antonio Di Martino, in arte Dimartino (Palermo, 1º dicembre 1982), è un cantautore italiano.
Dal 2020 al 2024 Di Martino ha una collaborazione artistica con il suo amico cantautore Colapesce, con il quale ha formato il duo Colapesce Dimartino.

## Biografia

### Famelika e gli esordi (1998-2009)
Antonio Di Martino forma i Famelika nel 1998 a Misilmeri insieme a Enrico Orlando (chitarra), Giusto Correnti (batteria) e Pippo Guagliardo (chitarra). Nel 1999 arriva il primo demo, Davanti al plenilunio. Il gruppo si fa notare in giro per la Sicilia anche per la volontà di esprimere apertamente le proprie idee contro la mafia (il brano Giovà ne è un esempio).
Nel settembre 2002 esce per il Consorzio Operatori Artistici il primo album, Storie poco normali, che viene presentato al Meeting delle Etichette Indipendenti di Faenza e viene distribuito da Mediamusicaitalia. Tra il 2003 e il 2004 i Famelika suonano in giro per l'Italia aprendo i concerti di gruppi e artisti musicali quali Afterhours, Persiana Jones, 'O Zulù, Bisca e Meganoidi. Tra il 2004 e il 2006 inoltre aprono le date siciliane del tour di Caparezza.
Il 22 settembre 2006 pubblicano il secondo album Maschere felici. Il lavoro, autoprodotto e mixato a Genova da Mattia Cominotto (chitarrista dei Meganoidi), miscela musica d'autore italiana e francese e progressive rock. Il video di Cenere spose verrà pubblicato nel gennaio 2007 e vincerà nello stesso anno il premio "Miglior videoclip indipendente" al festival Spaziogiovani di Foggia. Nel febbraio i Famelika vincono il XVII festival di Caltanissetta, mentre in maggio iniziano un tour che si concluderà con l'apertura per il concerto di Morgan.
Nel marzo 2008 partecipano alla prima data del Jack Daniel's Live Tour con Giuliano Palma & the Bluebeaters. Nel settembre dello stesso anno Simona Norato (piano) entra a far parte della band come nuovo membro.
Nell'aprile 2009 i Famelika vincono Arezzo Wave Sicilia, mentre in maggio vincono il concorso Primo maggio tutto l'anno che li porta ad esibirsi durante il Concerto del Primo Maggio a Roma. In giugno cambiano nome, mettendo la C al posto della K, diventando quindi Famelica.

### Nasce Dimartino eCara maestra abbiamo perso(2010-2011)
Nel 2010 esce il primo album dal titolo Cara maestra abbiamo perso. Il disco, pubblicato da Pippola Music, vede la produzione artistica di Cesare Basile, al disco collaborano altri artisti: Le luci della centrale elettrica in Parto; Alessandro Fiori e Enrico Gabrielli dei Mariposa in La lavagna è sporca; Lorenzo Corti in Ho sparato a Vinicio Capossela con Gabrielli; Cesare Basile in La ballata della moda, che compare anche nei crediti come coproduttore. L'album contiene inoltre il brano La ballata della moda, cover di Luigi Tenco. Il tema cardine di Cara maestra abbiamo perso è la sconfitta generazionale. Riguardo a questo disco infatti, Antonio Di Martino afferma: «L'ammissione di una sconfitta per me è la più grande affermazione di libertà, in fondo sono stati i perdenti a fare la storia». Dall'album sono estratti due singoli: Cambio idea (video diretto da Giacomo Triglia) e Cercasi anima (video di Manuela Di Pisa e Igor Scalisi Palminteri).
Dal 4 febbraio al 14 maggio 2011 i Dimartino sono in tour per promuovere Cara maestra abbiamo perso. Nello stesso periodo i Dimartino collaborano con Brunori Sas alla realizzazione della canzone Animal colletti contenuta in Vol. 2 - Poveri Cristi. In agosto aprono, in occasione dell'Ypsigrock Festival di Castelbuono, il concerto dei Mogwai insieme ai Mount Kimbie. Nello stesso anno pubblicano due brani: Macellare è lecito e L'uccisione di Babbo Natale (cover di Francesco De Gregori).

### Sarebbe bello non lasciarsi mai, ma abbandonarsi ogni tanto è utilee l'EPNon vengo più mamma(2012-2014)
Nel marzo 2012 i Dimartino pubblicano il secondo album Sarebbe bello non lasciarsi mai, ma abbandonarsi ogni tanto è utile per Picicca Dischi, coprodotto da Dario Brunori. Il singolo di lancio è Non siamo gli alberi, di cui viene realizzato anche un videoclip diretto da Giacomo Triglia. In Cartoline da Amsterdam partecipa Giovanni Gulino dei Marta sui Tubi.
Nel giugno 2013 viene pubblicato l'EP Non vengo più mamma corredato da un fumetto le cui illustrazioni sono di Igor Scalisi Palminteri, mentre il soggetto e i dialoghi sono di Antonio Di Martino. Il libro racconta di due ragazzi che, leggendo il libro Il corpo non esiste, decidono di acquistare il Kit della dolce morte (realmente venduto in Gran Bretagna e ideato da Philip Nitschke).
Il 25 giugno 2013 viene diffuso il video di No autobus, diretto da Giacomo Triglia e realizzato con un'innovativa e sofisticata tecnica che combina rendering 3D e tecnologia reflex.

### Un paese ci vuole(2015)
Il 3 aprile 2015 esce in radio Come una guerra la primavera, il primo singolo estratto dall'album Un paese ci vuole, pubblicato il 21 aprile. Il disco vede, tra gli ospiti, la collaborazione di Francesco Bianconi dei Baustelle e di Cristina Donà.

### Un mondo raro(2017)
Nel 2017 esce Un mondo raro che contiene canzoni del repertorio di Chavela Vargas, tradotte in italiano. Il disco è stato registrato da Antonio Di Martino con Fabrizio Cammarata in Messico insieme a Los Macorinos, formazione composta dai due chitarristi storici della cantante messicana. L'album viene pubblicato in concomitanza con il libro di Di Martino e Cammarata, Un mondo raro, basato sulla vita della Vargas per La Nave di Teseo.
Nello stesso anno Di Martino scrive insieme a Brunori Sas Diego ed io (inserita nell’album A casa tutto bene). La canzone viene usata come sonorizzazione per la mostra di Frida Kahlo al Mudec di Milano (mostra più grande mai realizzata in Europa).

### Afroditee altre collaborazioni (2018-2019)
Il 12 dicembre 2018 esce Cuoreintero, primo singolo estratto dall'album Afrodite, prodotto da Matteo Cantaluppi e pubblicato da 42 Records in collaborazione con Picicca il 25 gennaio 2019. A luglio l'album Afrodite vince il Premio Lunezia nella sezione "Stil Novo".
Sempre nel 2019 ha collaborato al brano Al di là dell'amore di Brunori Sas ed è coautore, sempre con Dario Brunori, del brano Quelli che arriveranno, entrambi contenuti nell'album Cip! del cantautore cosentino, pubblicato il 18 settembre 2019. Di Martino lavora nell'arrangiamento del disco, suonando le chitarre in Capita così.

### I mortali, il Festival di Sanremo 2020 e la nascita del progetto Colapesce Dimartino
Il 5 giugno 2020 esce I mortali, disco congiunto del neonato sodalizio Colapesce Dimartino anticipato dai singoli L'ultimo giorno, Adolescenza nera, Rosa e Olindo e Luna araba, quest'ultimo realizzato con la collaborazione di Carmen Consoli. L'album, prodotto da Federico Nardelli (Gazzelle, Ligabue) e Giordano Colombo, Mace, Frenetik & Orang3 e Mario Conte coincide con la pubblicazione di un cortometraggio (live movie, così denominato) omonimo diretto da Ground's Orange per la regia di Zavvo Nicolosi.
Il 17 dicembre 2020 Amadeus annuncia la partecipazione del duo alla 71ª edizione del Festival di Sanremo con il brano Musica leggerissima, scritto dal gruppo e dal cantautore e prodotto da Federico Nardelli e Giordano Colombo. Il gruppo e il cantautore si posizionano al quarto posto della rassegna canora, vincendo il Premio Lucio Dalla e ottenendo 3 dischi di platino. Con lo stesso brano, poi, vincono il premio SIAE ai Power Hits Estate.
Nel 2024 il duo si separa.

## Formazione
- Antonio Di Martino - voce, basso, chitarra (2010-presente)
- Giusto Correnti - batteria, percussioni, melodica (2010-presente)
- Angelo Trabace - pianoforte, tastiere, sintetizzatore (2012-presente)
- Simona Norato - chitarra, sintetizzatore, percussioni (2010-2012, 2019-presente)

## Discografia

### Da solista

#### Album in studio
- 2010 – Cara maestra abbiamo perso
- 2012 – Sarebbe bello non lasciarsi mai, ma abbandonarsi ogni tanto è utile
- 2015 – Un paese ci vuole
- 2017 – Un mondo raro (con Fabrizio Cammarata)
- 2019 – Afrodite

#### EP
- 2013 – Non vengo più mamma

#### Singoli
- 2010 – Cambio idea
- 2010 – Cercasi anima
- 2012 – Non siamo gli alberi
- 2015 – Come una guerra la primavera
- 2018 – Cuoreintero
- 2018 – Feste comandate
- 2018 – Giorni buoni
- 2019 – Ci diamo un bacio (feat. La Rappresentante di Lista)

#### Partecipazioni
- 2011 – AA.VV. Cantanovanta, con il brano Attenti al lupo
- 2011 – AA.VV. Mi ami 2011, con il brano Cercasi anima
- 2012 – AA.VV. Siamo in Tenco

#### Collaborazioni
- 2011 – Animal Colletti con Brunori Sas - Vol. 2 - Poveri Cristi
- 2015 – Fiorire con Giuliano Dottori - L’arte della guerra Vol. 2
- 2019 – Ci diamo un bacio con La Rappresentante di Lista
- 2020 – Brava con Mox

### Con Colapesce Dimartino
- 2020 – I mortali
- 2023 – La primavera della mia vita
- 2023 – Lux Eterna Beach

### Autore per altri artisti
| Anno | Canzone                    | Artista                  | Autori | Album               |
| ---- | -------------------------- | ------------------------ | --- | ------------------- |
| 2014 | Quante parole che non dici | Arisa                    | Antonio Di Martino, Arisa | Se vedo te          |
| 2014 | Stai bene su di me         | Arisa                    | Antonio Di Martino, Arisa | Se vedo te          |
| 2014 | Che valore dai             | Chiara Galiazzo          | Antonio Di Martino, Dario Faini | Un giorno di sole   |
| 2015 | Dimentica domani           | Malika Ayane             | testo: Malika Ayane, Pacifico – musica: Antonio Di Martino, Matteo Buzzanca                                                                      | Naïf                |
| 2017 | Il cielo non mi basta      | Lodovica Comello         | Federica Abbate, Antonio Di Martino, Dario Faini, Fabrizio Ferraguzzo                                                                            |                     |
| 2017 | Cosa ti salverà            | Eva Pevarello            | Antonio Di Martino, Antonio Filippelli |                     |
| 2017 | Totale                     | Colapesce                | Lorenzo Urciullo, Antonio Di Martino, Luca Serpenti                                                                                              | Infedele            |
| 2017 | Diego e io                 | Brunori Sas              | Antonio Di Martino, Dario Brunori | A casa tutto bene   |
| 2019 | Reali                      | Levante                  | testo: Claudia Lagona – musica: Claudia Lagona, Antonio Filippelli, Antonio Di Martino                                                           | Magmamemoria        |
| 2019 | Regno animale              | Levante                  | Antonio Di Martino, Lorenzo Urciullo, Luca Serpenti                                                                                              | Magmamemoria        |
| 2019 | Lo stretto necessario      | Levante e Carmen Consoli | Antonio Di Martino, Claudia Lagona, Lorenzo Urciullo                                                                                             | Magmamemoria        |
| 2019 | L'amore del mostro         | Francesco Renga          | Lorenzo Urciullo, Antonio Di Martino, Luca Serpenti, Francesco Renga                                                                             | L’altra metà        |
| 2019 | L'unica risposta           | Francesco Renga          | Lorenzo Urciullo, Antonio Di Martino, Luca Serpenti, Francesco Renga                                                                             | L’altra metà        |
| 2019 | Bravi a cadere - I polmoni | Marracash                | testo: Fabio Rizzo, Lorenzo Urciullo, Luca Serpenti, Antonio Di Martino, Davide Petrella – musica: Alessandro Pulga, Stefano Tognini             | Persona             |
| 2019 | I passi dell’amore         | Irene Grandi             | testo: Antonio Di Martino, Irene Grandi, Antonio Filippelli – musica: Antonio Di Martino, Antonio Filippelli                                     | Grandissimo         |
| 2019 | Dimmelo veramente          | Emma                     | testo: Emma Marrone, Antonio Di Martino, Gianclaudia Franchini – musica: Gianclaudia Franchini, Antonio Di Martino, Daniele Dezi, Daniele Mungai | Fortuna             |
| 2019 | Al di là dell'amore        | Brunori Sas              | Antonio Di Martino, Dario Brunori | Cip!                |
| 2020 | Quelli che arriveranno     | Brunori Sas              | Antonio Di Martino, Dario Brunori | Cip!                |
| 2022 | La vita splendida          | Tiziano Ferro            | testo: Tiziano Ferro, Dario Brunori, Antonio Di Martino – musica: Dario Brunori, Antonio Di Martino                                              | Il mondo è nostro   |
| 2024 | Il morso di Tyson          | Brunori Sas              | Dario Brunori, Antonio Di Martino | L'albero delle noci |

## Filmografia
- La primavera della mia vita, regia di Zavvo Nicolosi (2023)

## Libri
- Un mondo raro. Vita e incanto di Chavela Vargas, con Fabrizio Cammarata, Milano, La nave di Teseo, ISBN 978-88-93441-18-6.

## Riconoscimenti
- Premio Lunezia
  - 2019 – Premi Stil Novo per Afrodite[19]